# Eva Klein
Pour les articles homonymes, voir Klein.
Eva Klein, née Éva Fischer le 22 janvier 1925 à Budapest (Hongrie) et morte le 19 janvier 2025, est une médecin biologiste et chercheuse hongro-suédoise. Elle est considérée comme l'une des fondatrices de l'immuno-oncologie.
Dans les années 1960, elle dirige la découverte des lymphocyte NK (natural killer, cellules tueuses naturelles), et le développement des lignées cellulaires du lymphome de Burkitt,.

## Biographie

### Enfance et éducation
Eva Fischer est née dans une famille juive aisée de Budapest,.
Elle va dans une école privée et s’intéresse au sport, au théâtre et à la science, inspirée par la vie et l'œuvre de Marie Curie. Ses choix de carrière sont contraints par la situation politique, avec une aggravation de l'antisémitisme et des persécutions lorsque la Hongrie est occupée par la Wehrmacht après avoir terminé ses études secondaires,.
Sa vie et ses choix de carrière en tant que jeune femme juive sont limités par la discrimination. Eva Fischer suit les cours de l'école de médecine de l'Université de Budapest, et en 1944/45, elle et plusieurs membres de sa famille survivent en se cachant à l'Institut d'histologie de l'université. Ils sont aidés par János Szirmai (de), notamment en falsifiant des documents.
Elle interrompt ses études de médecine pour jouer au théâtre, mais revient à la médecine,.
Eva épouse un étudiant en médecine, George Klein, et quitte la Hongrie pour vivre en Suède en 1947. Elle obtient son diplôme de médecine à l'Institut Karolinska de Stockholm en 1955.
Elle soutient sa thèse de doctorat alors qu'elle est enceinte de huit mois de son deuxième enfant.

### Carrière
Eva Klein devient professeur adjoint à l'Institut Karolinska en 1948 et est titularisée en 1979. Elle organise ses propres travaux de recherche à partir de 1948, encouragée par Torbjörn Caspersson du Département de recherche cellulaire et de génétique de Karolinska, tout en collaborant étroitement avec son mari tout au long de sa carrière,. Ils sont tous deux considérés comme les fondateurs de l'immuno-oncologie.
Les Klein entreprirent un vaste travail de pionnier, conjointement et séparément, en immunologie du cancer et sur la manière dont le comportement malin des cellules cancéreuses peut être supprimé par les gènes des cellules normales,.
Eva Klein publie plus de 500 articles et est rédactrice en chef de la revue Seminars in Cancer Biology.

## Principales découvertes
Dans les années 1960, Eva Klein développe des lignées cellulaires du lymphome de Burkitt qui continuent d'être utilisées,.
Dans les années 1970, les efforts des Klein s'attachent à démontrer une interaction entre les lymphocytes et la réponse antitumorale. Eva poursuit la recherche dans ce domaine . Elle supervise conjointement trois étudiants (Rolf Kiessling, Hugh Pross et Mikael Jondal) avec un autre professeur (Hans Wigzell), menant à la découverte d'un type unique de lymphocyte responsable de la cytotoxicité spontanée qui tuent les cellules tumorales ou des cellules infectées par des virus. Klein les nomme lymphocyte NK (natural killer, cellules tueuses naturelles).
Eva Klein étudie le rôle du virus d'Epstein-Barr dans le lymphome de Burkitt.

## Récompenses et distinctions
Elle est membre de l'Académie royale suédoise des sciences en 1987 et de l'Académie hongroise des sciences en 1993. En 2013, elle est élue membre de l'American Association for Cancer Research Academy,.
En 1975, l'Institut américain de recherche sur le cancer créée le prix William B. Coley pour la recherche distinguée en immunologie fondamentale et tumorale. Le prix inaugural est partagé par 16 scientifiques considérés comme les « fondateurs de l'immunologie du cancer », dont Eva et George Klein. Leur prix a noté leurs « découvertes d'antigènes spécifiques de tumeurs chez la souris, à l'analyse immunologique la plus complète d'un cancer humain, le lymphome de Burkitt ».
En 2005, l'année du 80e anniversaire des Klein, les scientifiques de l'Institut Karolinska créent la Fondation Georg et Eva Klein, avec un don majeur du Cancer Research Institute.
Eva Klein reçoit la médaille d'argent de l'institut Karolinska pour la recherche médicale en 2010.

## Vie privée
Eva Klein et son mari George Klein travaillent pendant leurs études de médecine à Stockholm. Ils ont trois enfants. Même avec une aide à domicile, gérer sa carrière scientifique et élever ses trois enfants est un combat, son mari ne l'aidant pas.